# Chytroglossa aurata
Chytroglossa aurata es una especie de orquídea con hábitos de epifita, originaria de Brasil.

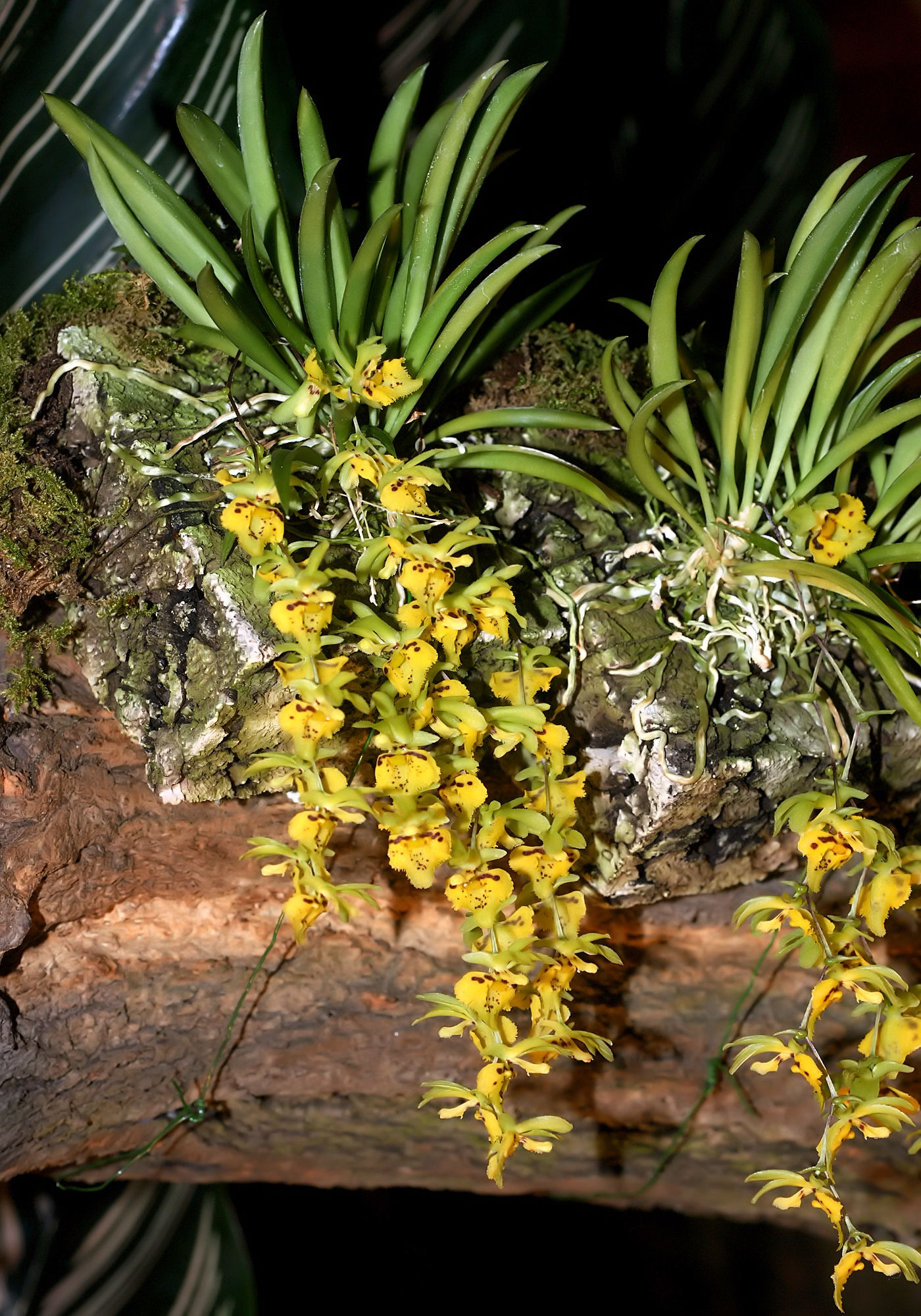
Vista de la planta

## Descripción
Es una orquídea de gran tamaño con hábitos de epifita y sin pseudobulbos pero tiene una forma de abanico de 5 a varias hojas, esbeltas, lanceoladas, con quilla, agudas a acuminadas. Florece en el invierno en varias inflorescencias, racemosas, colgantes, nervuda de 15 cm de largo, con hasta 10  flores con brácteas florales ovado-cordadas, agudas, minuciosamente denticuladas.

## Distribución y hábitat
Se encuentra en Sao Paulo y el estado de Río de Janeiro del Brasil a elevaciones de 800 a 1000 metros.

## Taxonomía
Chytroglossa aurata fue descrita por Heinrich Gustav Reichenbach   y publicado en Hamburger Garten- und Blumenzeitung 40: 546. 1863.
Etimología
Chytroglossa: nombre genérico que procede de la latinización de dos palabras griegas: χύτρος (khýtros), que significa "olla" o "pote" y γλώσσα, que significa "lengua", refiriéndose a la concavidad existente en el labelo de sus flores.
aurata: epíteto latino que significa "marcado con oro".
Sinonimia
- Chytroglossa aurata f. luteoviridis V.P.Castro & Chiron[1][4][5]